# Roman Jasieński
Roman Rudolf Jasieński (ur. 5 listopada 1873 w Wilnie, zm. 24 lutego 1937 w Krakowie) – generał brygady Wojska Polskiego, poeta.

## Biografia
Od 1896 roku był zawodowym oficerem artylerii Armii Imperium Rosyjskiego, absolwentem Michajłowskiej Szkoły Artylerii. Brał udział w interwencji Rosji w Chinach w 1900. Walczył w wojnie rosyjsko-japońskiej 1904–1905. Bronił Port Artur i na wiadomość o poddaniu twierdzy wysadził się w powietrze. Ciężko rannego znaleźli Japończycy, wyleczyli i uwolnili.
Podczas I wojny światowej był dowódcą dywizjonu na froncie austriackim. Opiekował się polskimi jeńcami z Armii Austro-Węgier i Legionów Polskich. Po rewolucji 1917 aktywnie uczestniczył przy organizacji Wojska Polskiego w Rosji. W 1917 roku był członkiem Polskiego Wojskowego Komitetu Wykonawczego. Był członkiem Naczpolu. Potem służył w I Korpusie Polskim w Rosji. Po jego rozwiązaniu został aresztowany przez bolszewików, którym uciekł w Kijowie i przedostał się do Polski.

### Służba w Wojsku Polskim
Po wstąpieniu do Wojska Polskiego, od listopada 1918 w stopniu pułkownika był komendantem Lwowa. Organizował jego obronę. Od marca 1919 do kwietnia 1920 był oficerem do zleceń w Ministerstwie Spraw Wojskowych. Został zweryfikowany jako pułkownik z 1 czerwca 1919. Od kwietnia 1920 do października 1921 był zastępcą dowódcy Okręgu Generalnego Lwów. W czasie wojny polsko-bolszewickiej od lipca do listopada 1920 sprawował funkcję dowódcy Grupy Operacyjnej Brody i Obrony Lwowa. Od października 1921 do lipca 1922 był komendantem Obszaru Warownego Brześć, a następnie do lipca 1923 – Obszaru Warownego Równe. W lipcu 1923 objął dowództwo piechoty dywizyjnej 6 Dywizji Piechoty w Krakowie. 1 grudnia 1924 roku awansował na generała brygady ze starszeństwem z dniem 15 sierpnia 1924 roku i 3. lokatą w korpusie generałów. Na stanowisku dowódcy piechoty dywizyjnej 6 DP pozostawał do 19 marca 1927 roku. Z dniem 31 maja 1927 roku został przeniesiony w stan spoczynku. Osiadł w Krakowie i poświęcił się pisarstwu. Dużo publikował, przyjaźnił się z wieloma literatami. Kornel Makuszyński powiedział o nim: „Poeta, co był też żołnierzem”. Zmarł w Krakowie 24 lutego 1937. Został pochowany w Wilnie.
Roman Jasieński był żonaty z Janiną „Niną” Zapolyą-Zapolską.

## Ordery i odznaczenia
- Krzyż Oficerski Orderu Odrodzenia Polski – 31 grudnia 1923[6][7]
- Krzyż Walecznych
- Medal Zwycięstwa („Médaille Interalliée”) – 1925[8]
- Odznaka I Korpusu Polskiego gen. Dowbora-Muśnickiego[9]